# Lissomma himerata
Lissomma himerata là một loài bướm đêm trong họ Geometridae.